# Bretsch
Bretsch là một đô thị thuộc huyện Stendal, bang Sachsen-Anhalt, Đức. Đô thị Bretsch có diện tích 33,18 km², dân số thời điểm ngày 31 tháng 12 năm 2006 là 627 người.